# Oresovka
Oresovka – strumień na terenie Słowenii, uchodzący do Cerknicy. Występuje tam populacja raków strumieniowych.